# Drassodes serratichelis
Drassodes serratichelis är en spindelart som först beskrevs av Roewer 1928.  Drassodes serratichelis ingår i släktet Drassodes och familjen plattbuksspindlar. Inga underarter finns listade i Catalogue of Life.